# Willkommen im Leben
Willkommen im Leben (My So-Called Life = „Mein so genanntes Leben“) ist eine US-amerikanische Familienserie aus dem Jahr 1994 mit insgesamt 19 Folgen. Sie wurde von der US-TV-Station ABC vom 25. August 1994 bis zum 26. Januar 1995 gesendet. Von der Serie wurden nur 19 Folgen abgedreht. Am 15. Mai 1995 wurde die Serie offiziell eingestellt. Die deutsche Erstausstrahlung der Serie lief ab dem 18. Februar 1996 sonntags auf RTL 2.

## Handlung
Die 15-jährige Schülerin Angela Chase (Claire Danes) ist auf dem Weg zum Erwachsenwerden. Sie verändert sich radikal. Neue Ideen, neue Freunde und viele neue Erfahrungen prägen sie, bis sie sich selbst findet.

## Figuren
| Rollenname      | Beschreibung |
| Angela Chase    | Angela Chase ist eine 15-jährige Schülerin. Ihre beste Freundin ist Sharon, bis Angela eines Tages auf Rayanne und Rickie trifft und sich Angelas Leben verändert. Sie beginnt auszugehen, färbt sich ihre Haare rot und verliebt sich in ihren älteren Mitschüler Jordan Catalano.                                                                                                 |
| Sharon Cherski  | Sharon ist Angelas beste Freundin in ihrer Kindheit. Sie teilten alle Geheimnisse. Eines Tages trifft sich Angela mit Rayanne. Sie lässt Sharon fallen. Sharon fühlt sich von Angela ausgestoßen und versteht nicht warum sich Angela plötzlich so verändert. Sharon ist hübsch und intelligent, aber sehr konservativ. Sharon hat einen Freund, weshalb Angela sie etwas beneidet. |
| Rayanne Graff   | Rayanne Graff lebt zusammen mit ihrer Mutter Amber. Ihr Vater verließ Amber, als Rayanne noch sehr klein war. Rayanne nimmt Alkohol und andere Drogen, schafft es aber nach einer Überdosis 33 Tage clean zu bleiben. Rayanne Graff ist befreundet mit Rickie. Zu Beginn der Serie freundet sich Rayanne auch mit Angela an.                                                        |
| Rickie Vasquez  | Rickie heißt eigentlich Enrique. Da er seinen Vornamen nicht mag, nennt er sich lieber Rickie. Rickie wächst bei seinem Onkel auf, der ihn schlägt. Als sein Onkel herausfindet, dass Rickie schwul ist wirft er diesen aus dem Haus. |
| Brian Krakow    | Brian Krakow ist Angelas Nachbar und heimlich in sie verliebt. Angela und Brian sind seit ihrer Kindheit befreundet. Brian ist sehr intelligent, beteiligt sich ständig am Unterricht und schreibt gute Noten. Wenn Angela in der Klemme steckt, ist Brian stets zur Stelle. |
| Jordan Catalano | Jordan ist ein gut aussehender Junge, der in Angelas Klasse geht. Er ist bereits zweimal sitzen geblieben und hat Legasthenie. Er spielt Gitarre in einer Band und ist ein Freund von Tino. Angela verliebt sich in ihn. |
| Danielle Chase  | Danielle Chase ist Angelas jüngere Schwester. Sie ist zehn Jahre alt und wird oft ignoriert. Danielle hat sich in Brian verliebt. |
| Patty Chase     | Patricia (Patty) Chase ist die Mutter von Angela und Danielle. Als Kind wurde Patty adoptiert. Sie besuchte die Liberty High School gemeinsam mit ihrer besten Freundin Camille. Auf dem Schulabschlussball lernte sie ihren späteren Ehemann Graham kennen. |
| Graham Chase    | Graham ist der Vater von Angela und Danielle. Graham und Angela verstehen sich sehr gut, bis Angela ihn eines Tages am Auto mit einer anderen Frau sieht. |
| Tino            | Tino wird in fast jeder Episode erwähnt. Er ist der Sänger von Jordans Band und ein Freund von Rayanne und Jordan. Allerdings wird er in der Serie nie gezeigt. |

## Produktion und Entwicklung
Willkommen im Leben wurde an der University High School in Los Angeles gedreht. Diese bot die Kulisse für die fiktive Liberty High School. Die Dreharbeiten fanden während des Schuljahres statt, so dass Schüler, Lehrer und Klassen auf andere Räume ausweichen mussten, die nicht für den Dreh benötigt wurden. Am selben Drehort wurden unter anderem auch 7th Heaven, Joan of Arcadia und Arrested Development gedreht. Aufgrund von schlechten Quoten wurde Willkommen im Leben nach der ersten Staffel abgesetzt. Die Absetzung führte zu einer Fan-Kampagne zur Rettung der Serie. Unter dem Namen Operation Life Support schrieben Fans zahlreiche Briefe an die Fernsehsender und Produzenten und baten um eine zweite Staffel. Diese wurde jedoch nie gedreht.

### Casting
Zunächst sollte Alicia Silverstone die Hauptrolle der Angela Chase übernehmen. Da nicht alle Produzenten mit der Auswahl zufrieden waren, wurde ein weiteres Casting durchgeführt. Claire Danes stellte sich vor und die Produzenten entschieden sich für Claire Danes. Die Castingleiterin Linda Lowy erklärte später: „From the minute she walked in the room, Claire was chilling, astounding, and silent. There was so much power coming out of her without her doing much.“ (Deutsch: Von der Minute an, in der Claire den Raum betrat war sie schräg, atemberaubend und still. Sie strahlte so viel Power aus, ohne dass sie viel dafür tun musste.) Da Claire Danes, mit ihren nur 13 Jahren, weniger Stunden am Set arbeiten konnte, als die damals 16-jährige Alicia Silverstone, entschlossen sich die Produzenten die Geschichte von Angelas Eltern noch mehr in die Serie miteinzubeziehen. Auch A. J. Langer stellte sich für die Rolle der Angela Chase vor, wurde aber als Rayanne Graff gecastet. Jared Leto sollte ursprünglich nur im Pilotfilm als Jordan Catalano zu sehen sein. Allerdings fanden die Produzenten ihn so gut, dass sie ihn für weitere Folgen verpflichteten.

## Synchronisation
| Rolle           | Darsteller       | Sprecher                 |
| --------------- | ---------------- | ------------------------ |
| Angela Chase    | Claire Danes     | Solveig Duda             |
| Brian Krakow    | Devon Gummersall | Hubertus von Lerchenfeld |
| Rickie Vasquez  | Wilson Cruz      | Alexander Brem           |
| Rayanne Graff   | A. J. Langer     | Natascha Schaff          |
| Sharon Cherski  | Devon Odessa     | Sabine Bohlmann          |
| Jordan Catalano | Jared Leto       | Dirk Meyer               |
| Patty Chase     | Bess Armstrong   | Helga Trümper            |
| Graham Chase    | Tom Irwin        | Rüdiger Bahr             |
| Danielle Chase  | Lisa Wilhoit     | Maren Rainer             |
| Delia Fisher    | Senta Moses      | Veronika Neugebauer      |

## Rezeption

### Auszeichnungen
1995 wurde Claire Danes für ihre Rolle als Angela Chase mit dem Golden Globe als beste Hauptdarstellerin in einer TV-Drama-Serie ausgezeichnet und für den Emmy nominiert.

### Kritiken
Trotz der schlechten Quoten bekam Willkommen im Leben schon in den 90er Jahren überwiegend positive Kritiken. Inzwischen hat sich die Serie zu einer Kultserie entwickelt. Laut Jason Hughes (AOL TV) ist Willkommen im Leben eine der erinnerungswürdigsten Shows aller Zeiten. Sie würde immer wieder hoch auf Bestenlisten punkten und sei eine Inspiration für die Mehrzahl der teenagerzentrierten Fernsehserien. Priya Elan (The Guardian) lobte den poetisch „echten“ Dialog und die ergreifende Besetzung der Serie. Portis Wasp (MTV) nannte Willkommen im Leben eine der besten Teenager Drama Serien aller Zeiten, die einen bleibenden Eindruck hinterlasse. Britt Hayes erklärte, dass sich wahrscheinlich jeder Teenager in die Protagonisten der Serie einfühlen könne. Jeder habe in seiner Teenagerzeit ähnliche Erfahrungen wie diese gemacht. Willkommen im Leben sei ehrlich und real und sei auch 20 Jahre nach Erstausstrahlung noch aktuell. Die Entertainment Weekly wählte Willkommen im Leben 2012 auf den Platz 9 der besten Kultserien der letzten 25 Jahre.

## Episodenliste
| Nr. (ges.) | Nr. (St.) | Deutscher Titel                | Originaltitel                    | Erstausstrahlung USA | Deutschsprachige Erstausstrahlung (D) | Regie               | Drehbuch                      |
| ---------- | --------- | ------------------------------ | -------------------------------- | -------------------- | ------------------------------------- | ------------------- | ----------------------------- |
| 1          | 1         | Im Disco-Fieber                | Pilot                            | 25. Aug. 1994        | 18. Feb. 1996                         | Scott Winant        | Winnie Holzman                |
| 2          | 2         | Spiel mit dem Feuer            | Dancing in the Dark              | 1. Sep. 1994         | 25. Feb. 1996                         | Scott Winant        | Winnie Holzman                |
| 3          | 3         | Sex und Gewalt                 | Guns and Gossip                  | 8. Sep. 1994         | 3. März 1996                          | Marshall Herskovitz | Justin Tanner                 |
| 4          | 4         | Zwei Überväter                 | Father Figures                   | 15. Sep. 1994        | 10. März 1996                         | Mark Rosner         | Winnie Holzman                |
| 5          | 5         | Hässliches Entlein             | The Zit                          | 22. Sep. 1994        | 17. März 1996                         | Victor DuBois       | Betsy Thomas                  |
| 6          | 6         | Ohne Hemmungen                 | The Substitute                   | 29. Sep. 1994        | 24. März 1996                         | Ellen S. Pressman   | Jason Katims                  |
| 7          | 7         | Im siebten Himmel              | Why Jordan Can’t Read            | 6. Okt. 1994         | 30. März 1996                         | Mark Piznarski      | Liberty Godshall              |
| 8          | 8         | Was wirklich wichtig ist       | Strangers in the House           | 20. Okt. 1994        | 8. Apr. 1996                          | Ron Lagomarsino     | Jill Gordon                   |
| 9          | 9         | Die Geister, die man ruft      | Halloween                        | 27. Okt. 1994        | 14. Apr. 1996                         | Mark Piznarski      | Jill Gordon                   |
| 10         | 10        | Im Partyrausch                 | Other People’s Mothers           | 3. Nov. 1994         | 21. Apr. 1996                         | Claudia Weill       | Richard Kramer                |
| 11         | 11        | Wilde Herzen                   | Life of Brian                    | 10. Nov. 1994        | 28. Apr. 1996                         | Todd Holland        | Jason Katims                  |
| 12         | 12        | Heimlichkeiten                 | Self-Esteem                      | 17. Nov. 1994        | 5. Mai 1996                           | Michael Engler      | Winnie Holzman                |
| 13         | 13        | Das erste Mal                  | Pressure                         | 1. Dez. 1994         | 12. Mai 1996                          | Mark Piznarski      | Ellen Herman                  |
| 14         | 14        | Auf Entzug                     | On the Wagon                     | 8. Dez. 1994         | 19. Mai 1996                          | Jeff Perry          | Elizabeth Gill                |
| 15         | 15        | Ein Hauch von Himmel           | So-Called Angels                 | 22. Dez. 1994        | 26. Mai 1996                          | Scott Winant        | Winnie Holzman & Jason Katims |
| 16         | 16        | Gute Vorsätze                  | Resolutions                      | 5. Jan. 1995         | 2. Juni 1996                          | Patrick Norris      | Ellen Herman                  |
| 17         | 17        | Sexaholics                     | Betrayal                         | 12. Jan. 1995        | 9. Juni 1996                          | Mark Piznarski      | Jill Gordon                   |
| 18         | 18        | Aber erstens kommt es anders … | Weekend                          | 19. Jan. 1995        | 23. Juni 1996                         | Todd Holland        | Adam Dooley                   |
| 19         | 19        | Jeder wird mal erwachsen       | In Dreams Begin Responsibilities | 26. Jan. 1995        | 16. Juni 1996                         | Elodie Keene        | Winnie Holzman                |

## Bücher
Zu der Serie wurden in den Vereinigten Staaten zwei Bücher veröffentlicht. Während Catherine Clarks My So-Called Life die Geschehnisse innerhalb der Serie nacherzählt, beschreibt My So-Called Life Goes On wie es mit Angela, Rayanne, Rickie, Brian und Jordan nach Abschluss der Serie weitergeht. My So-Called Life Goes On erschien nur in limitierter Auflage. Mittlerweile werden Sammlerpreise von 100 US-Dollar und mehr für das Buch bezahlt. Das Buch My So-Called Life ist auf Deutsch übersetzt worden. Die Geschichte wird in den beiden Büchern Willkommen im Leben, Wenn die Liebe erwacht ... und Willkommen im Leben, Er liebt mich, er liebt mich nicht... erzählt. My So-Called Life Goes On ist nicht auf Deutsch erschienen.
| #  | Titel                     | Autor           | Veröffentlicht am | ISBN                   | Deutscher Titel                                            | Veröffentlicht | ISBN                   | Beschreibung |
| 01 | My So-Called Life         | Catherine Clark | 1. August 1995    | ISBN 978-0-679-87789-9 | Willkommen im Leben, Wenn die Liebe erwacht ...            | 1996           | ISBN 978-3-932268-05-2 | Nacherzählung der Geschehnisse in der Serie                                                                            |
| 01 | My So-Called Life         | Catherine Clark | 1. August 1995    | ISBN 978-0-679-87789-9 | Willkommen im Leben, Er liebt mich, er liebt mich nicht... | 1997           | ISBN 978-3-932268-17-5 | Nacherzählung der Geschehnisse in der Serie                                                                            |
| 02 | My So-Called Life Goes On | Catherine Clark | 27. Juli 1999     | ISBN 978-0-375-80111-2 | —                                                          | —              | —                      | Im Roman wird erzählt wie die Geschichte von Angela, Rayanne, Rickie, Brian und Jordan nach Ende der Serie weitergeht. |

## Trivia
- Claire Danes war eigentlich zu jung für die Rolle der Angela. Aufgrund ihres herausragenden Talentes wurde sie trotzdem gecastet. Das führte dazu, dass sie während der Dreharbeiten zum Pilotfilm 13 Jahre alt war, in der letzten Folge 15. Zum Vergleich: Jared Leto war in der letzten Folge 22.[13]
- Willkommen im Leben war die Vorlage für die deutsche Serie Mein Leben und Ich auf RTL.
- Am 13. September 2007 wurde die komplette Serie nach 12 Jahren in einer 5er DVD-Box von Eurovideo veröffentlicht.[14]
- Die Punk-Band The Ataris veröffentlichte ein Lied mit dem Titel My So-Called Life. Dieses handelt von der Serie und der Fanliebe zu Claire Danes.[1]
- Willkommen im Leben war die erste amerikanische Serie mit einem offen schwulen Jugendlichen (Rickie Vasquez).[1]